# Hojai
Hojai è una suddivisione dell'India, classificata come municipal board, di 35.722 abitanti, situata nel distretto di Nagaon, nello stato federato dell'Assam. In base al numero di abitanti la città rientra nella classe III (da 20.000 a 49.999 persone).

## Geografia fisica
La città è situata a 26° 0' 0 N e 92° 52' 0 E e ha un'altitudine di 58 m s.l.m..

## Società

### Evoluzione demografica
Al censimento del 2001 la popolazione di Hojai assommava a 35.722 persone, delle quali 18.760 maschi e 16.962 femmine. I bambini di età inferiore o uguale ai sei anni assommavano a 3.996, dei quali 2.019 maschi e 1.977 femmine. Infine, coloro che erano in grado di saper almeno leggere e scrivere erano 27.987, dei quali 15.516 maschi e 12.471 femmine.